# تپه خانه سرخ
تپه خانه سرخ در شهرستان خرم‌آباد، بخش دوره چگنی، دهستان کشکان، ۲۰۰ متری جنوب روستای خانه سرخ واقع شده و این اثر در تاریخ ۲۲ اسفند ۱۳۸۵ با شمارهٔ ثبت ۱۸۲۲۶ به‌عنوان یکی از آثار ملی ایران به ثبت رسیده است.